# Casinaria ektypha
Casinaria ektypha là một loài tò vò trong họ Ichneumonidae.